# 長崎商工会議所
長崎商工会議所（ながさきしょうこうかいぎしょ）は、主に長崎県長崎市内に事業所をおく企業・団体で運営されている商工会議所。

## 概要
1879年（明治12年）10月我が国５番目の商法会議所として設立。
長崎市内の法人・個人事業所による加入・脱退自由の任意加入制に基づく会員制の組織。

## 会員
- 登録会員企業：約4,000事業所

## 所在地
- 〒850-8541 長崎県長崎市桜町4-1　長崎商工会館2F